# 다이도촌 (야마나시현)
다이도촌(大同村)은 야마나시현 니시야쓰시로군에 있던 촌이다. 현재의 니시야쓰시로군 이치카와미사토정, 미나미코마군 후지카와정에 해당한다.

## 역사
- 1942년 7월 1일 - 도요와촌, 하치노시리촌,하지카시마촌이 합병해 성립하였다.
- 1956년 9월 30일 - 다이도촌의 일부가 이치카와다이몬정, 미나미코마군, 가지카와정에 분할편입해, 동일 다이도촌은 폐지되었다.

## 교통

### 철도
- 일본국유철도
  - 미노부선

## 참고문헌
- 角川日本地名大辞典 19 山梨県